# V1175 Геркулеса
V1175 Геркулеса (лат. V1175 Herculis) — двойная затменная переменная звезда типа W Большой Медведицы (EW) в созвездии Геркулеса на расстоянии приблизительно 876 световых лет (около 269 парсек) от Солнца. Видимая звёздная величина звезды — от +11,33m до +11,13m. Орбитальный период — около 0,3212 суток (7,7087 часа).
Открыта проектом ROTSE-1 в 2000 году*.

## Характеристики
Первый компонент — жёлтый карлик спектрального класса G7V*. Радиус — около 1,63 солнечного, светимость — около 2,104 солнечной. Эффективная температура — около 5660 K.
Второй компонент — жёлтый карлик спектрального класса G. Эффективная температура — около 5253 K*.